# Pan Glacier
Pan Glacier är en glaciär i Antarktis. Den ligger i Västantarktis. Argentina, Chile och Storbritannien gör anspråk på området. Pan Glacier ligger 721 meter över havet.
Terrängen runt Pan Glacier är kuperad åt sydost, men åt nordväst är den bergig. Terrängen runt Pan Glacier sluttar norrut. Trakten är obefolkad. Det finns inga samhällen i närheten.